# Los Litges
Aus Litges (en francès Louslitges) és un municipi francès situat al departament del Gers i a la regió d'Occitània.

## Geografia

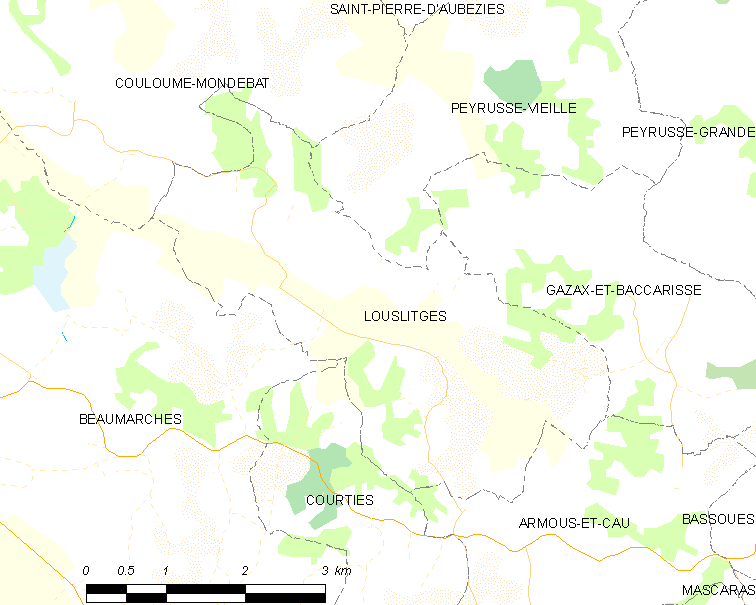
Mapa de la comuna de Aus Litges

## Administració i política

### Alcaldes
| Període   | Identitat      | Partit |
| --------- | -------------- | ------ |
| 2001-2008 | Alain Risse    |        |
| 2008-     | Mirielle Brown |        |

## Demografia
| 1962                                       | 1968 | 1975 | 1982 | 1990 | 1999 | 2006 |
| ------------------------------------------ | ---- | ---- | ---- | ---- | ---- | ---- |
| 145                                        | 129  | 97   | 83   | 87   | 84   | 81   |
| Des de 1962: població sense dobles comptes |      |      |      |      |      |      |